# Liste der türkischen Botschafter in China
Liste der türkischen Botschafter in der Volksrepublik China mit dem Amtssitz in der  Türkischen Botschaft Peking.
Ab Dezember 1939 war Emin Ali Sipahi Gesandter in Chongqing, wo sich bis 1947 die türkische Vertretung befand. Anschließend befand sie sich bis 1949 in Nanjing, ab 1953 befand sie sich in Taipeh.

## Botschafter in China
| Ernennung Akkreditierung | Botschafter             | Bemerkung | Ministerpräsident der Türkei | Ministerpräsidenten der Republik China/Volksrepublik China | Posten verlassen |
| ------------------------ | ----------------------- | --- | ---------------------------- | ---------------------------------------------------------- | ---------------- |
| 1. Mai 1929              | Ahmet Hulusi Fuad Tugay | Geschäftsträger in Nanjing (* 1890 † 1967) 31. Dez. 1950 – 5. Jan. 1954: Botschafter in Kairo | Ali Fethi Bey                | Tan Yankai                                                 | 30. Juli 1931    |
| 21. Dez. 1939            | Emin Âli Sipahi         | Gesandter in Chongqing presented credentials to Lin Sen. (* 1895; † 1952) studierte an der Universität Istanbul, war Grundschulinspektor, Dichter, 28. Oktober 1933–1938: Gesandter in Brüssel, 21. Jan. 1944 – 10. Juni 1945: Gesandter in Riad, 26. September 1946–1950: Botschafter in Buenos Aires, 1951–1952: Botschafter in Stockholm. | Refik Saydam                 | H. H. Kung                                                 | 20. Sep. 1942    |
| 19. Apr. 1943            | Abdul Mennan Tebelen    | Geschäftsträger in Chongqing, 8. September 1951: Generalkonsul in Tokyo. | Ahmet Fikri Tüzer            | Chiang Kai-shek                                            | 17. Sep. 1943    |
| 29. Mai 1944             | Ahmet Hulusi Fuad Tugay | Gesandter in Chongqing (1890–1967) | Ahmet Fikri Tüzer            | Chiang Kai-shek                                            | 2. Apr. 1947     |
| 2. Apr. 1947             | Muammer Hamdi Dambel    | Geschäftsträger in Chongqing, 1952: Generalkonsul in Paris | Hasan Saka                   | Chang Ch’ün                                                | 5. Feb. 1948     |
| 5. Feb. 1948             | Necdet Özmen            | Geschäftsträger in Chongqing 1971–1973: Botschafter in Santiago de Chile | Hasan Saka                   | Weng Wenhao                                                | 25. Okt. 1948    |
| 14. Aug. 1953            | İzzettin Aksalur        | General Izzettim Akazalur 27. Juli 1954 – 10. Apr. 1960: Botschafter in Teheran | Adnan Menderes               | Chen Cheng                                                 |                  |
| 30. März 1954            | Hikmet Hayri Anlı       | Geschäftsträger in Taipeh 29. Okt. 1957 – 1. Apr. 1960: Generalkonsul in New York | Adnan Menderes               | Yu Hung-Chun                                               | 28. Sep. 1957    |
| 5. Jan. 1958             | Cemi Vafi               | [ 5 ] | Adnan Menderes               | Chen Cheng                                                 |                  |
| 27. Mai 1960             | Tevfik Kâzım Kemahlı    | Gesandter in Taipeh, 1956: Botschafter in Sofia, 1. Jan. 1963 – 1. Jan. 1964 Botschafter in Rabat. | Cemal Gürsel                 | Chen Cheng                                                 | 25. Mai 1963     |
| 26. Mai 1963             | Turgut Aytuğ            | Gesandter in Taipeh, 1967–1970: Botschafter in Tokio | İsmet İnönü                  | Chen Cheng                                                 | 3. Jan. 1967     |
| 28. Jan. 1967            | Halûk Kocaman           | Gesandter in Taipeh Haluk Kocamen | Suad Hayri Ürgüplü           | Yen Chia-kan                                               | 2. Jan. 1970     |
| 31. Okt. 1972            | Ahmet Nuri Eren         | Erster Botschafter der Türkei in Peking | Ferit Melen                  | Zhou Enlai                                                 | 7. Mai 1974      |
| 22. Okt. 1974            | Adnan Bulak             | 29. Januar 1981: Botschafter in Paris | Mustafa Bülent Ecevit        | Zhou Enlai                                                 | 16. Feb. 1978    |
| 30. Aug. 1978            | Oktay Cankardeş         | 11. August – 29. Dezember 1962 Botschafter in Tunis, 2. November 1973: Botschafter in Belgrad, 1983–1988: Botschafter in Moskau. | Mustafa Bülent Ecevit        | Hua Guofeng                                                | 17. Okt. 1980    |
| 24. Nov. 1980            | Necdet Tezel            | 1976–1980: Botschafter in Athen, 23. Jan. 1987 – 17. Sept. 1991: Botschafter in Rom | Bülent Ulusu                 | Zhao Ziyang                                                | 1. Nov. 1984     |
| 10. Okt. 1984            | Behiç Hazar             | | Turgut Özal                  | Zhao Ziyang                                                | 16. Juni 1988    |
| 27. Juni 1988            | Bilal Şimşir            | | Turgut Özal                  | Li Peng                                                    | 17. Okt. 1990    |
| 30. Nov. 1990            | Reşat Arım              | | Yıldırım Akbulut             | Li Peng                                                    | 16. Mai 1994     |
| 31. Mai 1994             | Berhan Ekinci           | 1. Januar 2001 – 1. Januar 2004: Botschafter in Oslo | Tansu Çiller                 | Li Peng                                                    | 16. Sep. 1996    |
| 30. Sep. 1996            | Ünal Ünsal              | 31. Mai 1995 – 30. September 1996: Botschafter in Rom | Necmettin Erbakan            | Li Peng                                                    | 4. Nov. 1998     |
| 17. Okt. 1998            | Daryal Batıbay          | | Mesut Yılmaz                 | Zhu Rongji                                                 | 17. Aug. 2000    |
| 30. Juli 2000            | Rafet Akgünay           | | Bülent Ecevit                | Zhu Rongji                                                 | 17. Okt. 2004    |
| 30. Nov. 2004            | Oktay Özüye             | 1. August 1995 – 1. März 1998: Botschafter in Singapur | Recep Tayyip Erdoğan         | Wen Jiabao                                                 | 28. Dez. 2008    |
| 1. Apr. 2009             | Murat Salim Esenli      | | Recep Tayyip Erdoğan         | Wen Jiabao                                                 | 1. Dez. 2013     |
| 15. Dez. 2013            | Ali Murat Ersoy         | (* 1968 in Bursa) 1987 absolvierte er in Istanbul das Abitur. 1991 gründete er mit seinem Zwillingsbruder Mehmet Ersoy eine Reiseunternehmen, das etwa 70 % des türkischen Marktes bedient. | Recep Tayyip Erdoğan         | Li Keqiang                                                 |                  |